# Culinária do Rio de Janeiro
A culinária do Estado do Rio de Janeiro é consolidada principalmente por influências dos portugueses, indígenas e africanos, mas também recebeu bastante influência  dos demais povos europeus, principalmente dos italianos, espanhóis e alemães, especialmente nas últimas décadas, passou-se a adaptar pratos tradicionais de imigrantes sírios, libaneses, árabes, chineses, coreanos, japoneses e suíços à cultura local, utilizando ingredientes brasileiros.

## Principais pratos da culinária do Rio de Janeiro

### Na capital
A herança da colonização portuguesa pode ser percebida em tradicionais restaurantes da cidade, onde pratos à base de bacalhau e frango são servidos diariamente. Como heranças indígena e africana encontra-se facilmente, tanto em restaurantes como em barracas de rua, caruru, biscoito de polvilho, bebida de mate gelado , açaí, que é mais consumido misturado a outros ingredientes, como doces, caldas e granola, do que necessariamente puro, onde  estes pratos foram incorporados à culinária local, sendo comidas bastante consumidas pelos turistas.  
Como os doces mais comuns, de influências múltiplas e adaptações variadas, podemos citar brigadeiro, pavê, pudim, quindim, paçoca, pé de moleque, doce de leite, cajuzinho, beijinho, bolinho de chuva, bolos, compotas, geleias, entre outros.  
No centro da cidade, imigrantes sírios e libaneses instalaram uma zona de comércio de tecidos e também de pratos típicos da sírio-libanesa, como quibe, esfirras e tabulé, que se tornaram populares ao gosto carioca. A cultura boêmia da cidade favoreceu a expansão da culinária de múltiplos povos que compõe o Rio de Janeiro, pelos tradicionais botequins da cidade, onde serve-se filé com fritas, casquinha de siri, bolinho de camarão, caldinho de feijão, sopa de ervilha, pizzas, mocotó, caldo verde, aperitivos, como coxinhas, rissole, enroladinho de salsicha, pão de queijo, misto-quente, bolinha de queijo, pastéis, frango a passarinho, bolinho de bacalhau e empadas, estas com recheios de camarão, palmito, queijo, siri ou bacalhau. Também tornaram-se comuns as pastelarias chinesas e as barracas coreanas de kimchi, adaptadas ao paladar brasileiro. 
O Rio de Janeiro recebeu forte influência regional, principalmente de Minas Gerais, no consumo de caldos, sopas, polenta e pão de queijo, da Bahia, no consumo de frutos do mar e pratos afro-brasileiros e indígenas, como pipoca, canjica, quibebe, acarajé, beiju, bobó de camarão, abará, tapioca, cuscuz, moqueca, farofa, e do Rio Grande do Sul, no consumo de pão de alho e churrasco com molho à campanha.
Duas outras culinárias se tornaram populares na capital fluminense nas três últimas décadas: A chamada culinária natural, também chamada de vegana, onde o Rio de Janeiro tornou-se a sede da primeira escola de culinária saudável do país, e a culinária japonesa adaptada aos gostos locais se tornou uma constante presença nos bairros cariocas. As barracas japonesas de yakisoba, as temakerias e rodízios de sushi e sashimi são encontrados facilmente pela cidade.   
Outro prato típico do Rio de Janeiro é o Filé a Osvaldo Aranha, acompanhado de arroz branco e farofa. Segundo relatos, o famoso político gaúcho ia todos os dias ao mesmo restaurante para comer este mesmo prato, que acabou levando seu nome em homenagem. Outros pratos típicos incluem a Peixada à Brasileira, Sopa à Leão Veloso, o Picadinho Carioca.
E a tradicional Feijoada Carioca, servida nos botequins ou restaurantes, sempre às sextas-feiras ou sábados e ao longo de todo o ano   animando as rodas de samba.

### No interior
Apesar da culinária no interior do estado seguir a da capital, existem influências regionais importantes decorrentes da tradição dos estados límitrofes, das tribos indígenas nativas, diferentes povos africanos e diversificadas culturas europeias que colonizaram a região. 

#### Região Serrana
O clima ameno da região serrana fluminense foi favorável para seu desenvolvimento durante o período do Império. A culinária serrana recebeu influência principalmente da culinária suíça, como o fondue, o cordon bleu e o rösti, os alemães, com o chucrute e as salsichas alemães, os italianos, com as massas, como nhoque, espaguete, ravioli e pizza, e os espanhóis, como o ensopado espanhol chamado puchero, os churros, a paelha e o gaspacho. A corte portuguesa criou palácios e fazendas na região, impactando bastante a cultura local. 
A produção de cervejas na região teve início no século XIX, cultivo este introduzido por alemães. A primeira cervejaria do Brasil é a Cervejaria Bohemia, foi instalada na região. Algumas de suas cervejarias expandiram seu alcance nacionalmente e na última década uma expansão de cervejarias artesanais vem acontecendo na região, compondo uma rota cervejeira para aficionados da bebida.

#### Sul Fluminense
Dada à proximidade aos estados de Minas Gerais e São Paulo, a culinária da região é similar à estas, com vários restaurantes e hotéis fazenda oferecendo pratos típicos da cozinha mineira, recebendo influência principalmente da cozinha francesa, como o petit gateau, os profiteroles e o quiche lorraine, a cozinha italiana, alemã e também a portuguesa. No entanto, vale a pena ressaltar que na cidade de Itatiaia, no distrito de Penedo, que por sua pequena colônia finlandesa estabelecida na região, apresenta pratos típicos da  culinária finlandesa, adaptados aos ingredientes locais, como os pães de centeio, os pasteis da Carélia e o Maksalaatikko. Em Valença, por influência da grande colônia italiana na cidade, é comum os pratos típicos da culinária italiana com massas tais como ravioli, nhoque, polenta, pizza, risotto, tiramisu, espaguete e entre outros.

#### Região dos Lagos
A culinária local está diretamente relacionada à cultura da pesca artesanal das cidades da região. Os principais pratos típicos são influenciados por portugueses, indígenas e africanos, com pratos à base de peixes, milho, legumes, bananas e frutos do mar, como a caldeirada, a espada com banana, o camarão na moranga e o curau. A popularização do turismo internacional da região, especialmente em Búzios, trouxe renomados restaurantes de gastronomia internacional, principalmente pratos de influência argentina, que adaptaram pratos internacionais com ingredientes locais, ganhando prêmios de gastronomia do Estado.

#### Norte Fluminense
Em Campos dos Goytacazes, o chuvisco, um doce típico português, feito à base de ovos, é indispensável em celebrações da cidade se tornando parte da identidade dos campistas, que possuem pratos de influência principalmente portuguesa, indígena e africana.

#### Costa Verde
A importância turística da região criou uma cultura gastronômica única na região da costa verde, que liga o litoral fluminense ao litoral paulista. É possível encontrar restaurantes que mesclam a culinária internacional com ingredientes locais, como banana da terra, cachaça e frutos do mar pescados na baía da Ilha Grande. A região possui bastante influência na culinária dos povos indígenas, africanos, portugueses, alemães, ucranianos, como o borsch, os cogumelos e peixes típicos da região, e os poloneses, com o prierogi, o zurek e os bigos. Também é comum na região servir o café colonial, herança destes povos europeus que habitaram a região.  
Paraty é uma das principais cidades produtoras de cachaça artesanal do Brasil, atraindo turistas internacionais para seus alambiques, o mais antigo em funcionamento iniciou sua produção no século XIX. A produção da bebida teve seu início no primeiro século da colonização, em 1600, quando a cana de açúcar ainda era o principal produto de exportação da colônia. Ainda é possível tomar cafés adoçados com caldo de cana, uma forma tradicional de adoçar a bebida no interior. Como a cana de açúcar da região não era doce o suficiente para a produção de açúcar refinado, os alambiques despontaram como uma produção alternativa.